# 리시리레분사로베쓰 국립공원

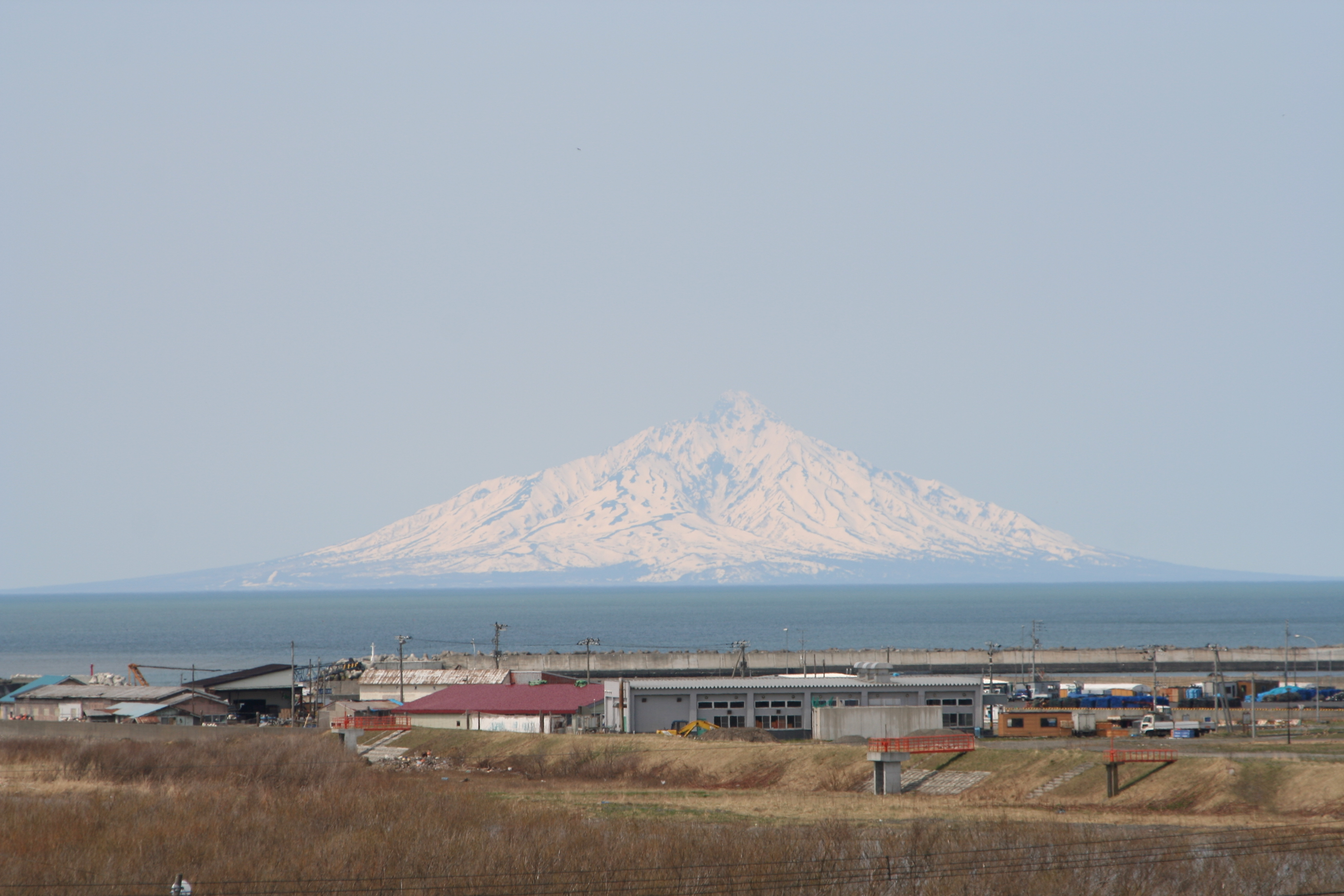
리시리 섬

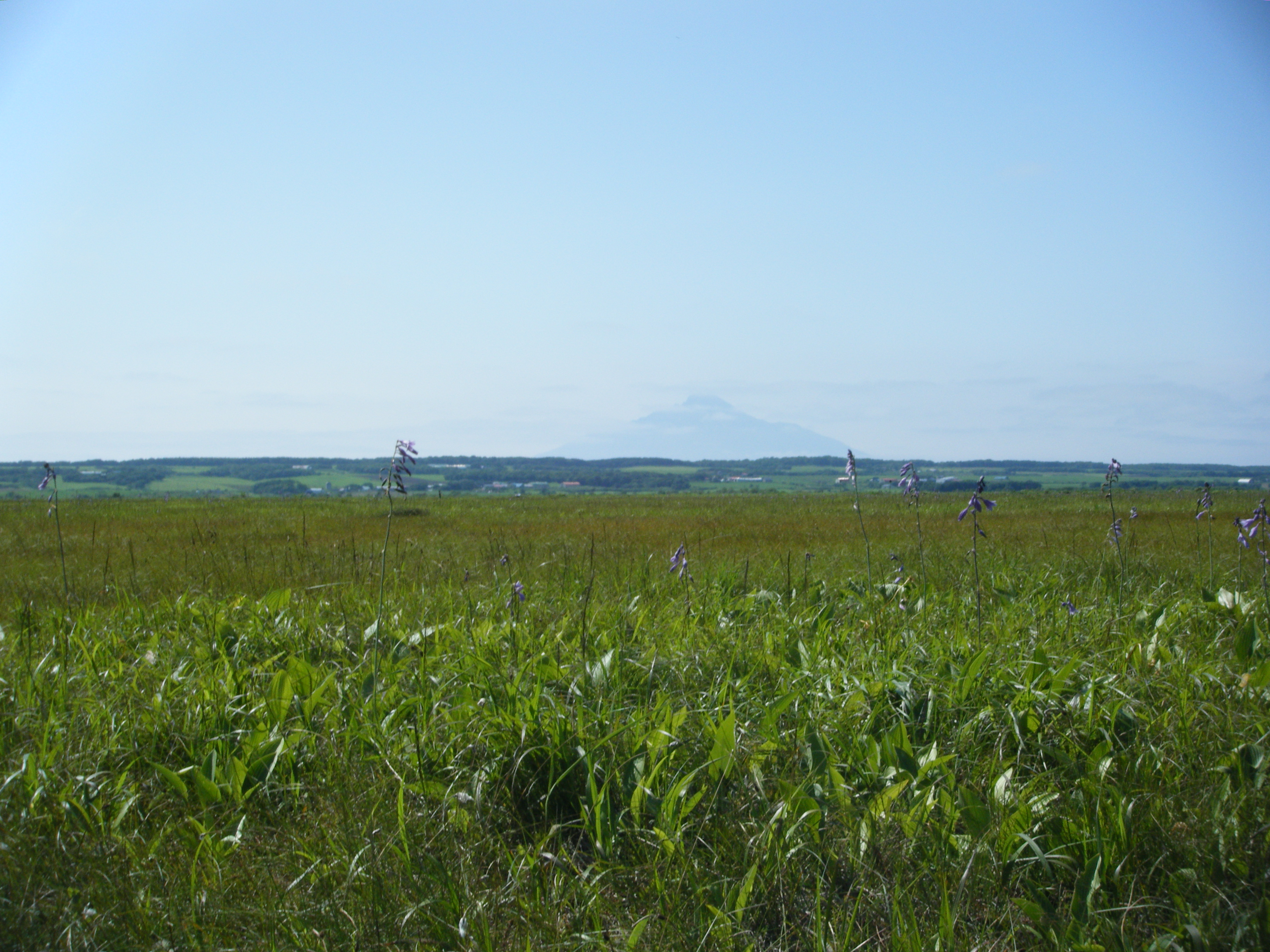
사로베쓰 원야

리시리레분사로베쓰 국립공원(利尻礼文サロベツ国立公園)은 일본 홋카이도에 있는 일본 최북단의 국립공원이다. 1965년 7월 10일에 리시리레분 국립공원(利尻礼文国定公園)으로서 국립공원으로 지정되었고 1974년 9월 20일에 홋카이도 본섬 측의 사로베쓰 지구를 추가해 현재의 명칭의 국립공원으로 변경되었다. 일본에서 27번째의 국립공원이며 면적은 241.66km2이다.
고산식물의 보고인 리시리 섬·레분 섬, 사로베쓰 원야의 습원 등이 볼거리이다.

## 같이 보기
- 일본의 국립공원
- 리시리섬
- 레분섬